# Malam Ibrahim Shekarau

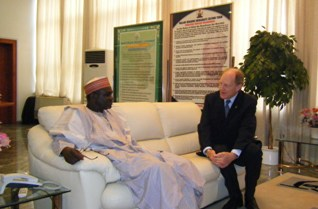
Malam Ibrahim Shekaraummit Bob Dewar

Malam Ibrahim Shekarau (* 5. November 1955 in Kano) ist ein nigerianischer Politiker. Er war von April 2003 bis April 2007 Gouverneur des Bundesstaats Kano. Er ist Mitglied der All Nigeria People’s Party und war Kandidat seiner Partei bei den Präsidentschaftswahlen 2011.

## Leben

### Studium und Lehrtätigkeit
Shekarau studierte Mathematik auf Lehramt in der Ahmadu Bello University. Danach begann er 1978 als Lehrer auf dem Government Technical College Wudil. 1980 wurde er zum Direktor der Government Day Junior Secondary School in Wudil. Anschließend wechselte er im gleichen Jahr an die Government Secondary School in Hadejia, 1986 ins Government College Birnin Kudu, dann in die Government Secondary School in Gwammaja und schließlich im März 1988 ans Rumfa College.

### Bürokrat
Shekarau wurde 1992 stellvertretender Direktor für Bildung. 1993 wurde er Direktor für Planung, Forschung und Statistik im Bildungsministerium. 1994 wurde er Staatssekretär im Bildungsministerium.
Im Januar 1995 arbeitete er als Staatssekretär im Ministerium für Wasserressourcen. Von dort ging er im Mai 1997 wieder zurück ins Bildungsministerium. Von Februar bis Mai 2000 bekleidete er verschiedene Posten, zuletzt den des Cheflektors im State College of Arts, Science and Remedial Studies (CASRS). Dort blieb er 17 Monate, bis er im Oktober 2001 kündigte. Anschließend ging er in die Privatwirtschaft.

### Politik
Bei den Wahlen 2003 wurde er zum Gouverneur Kanos gewählt und nach den Wahlen 2007 durch Rabi'u Musa Kwankwaso abgelöst.
Abdulahi Askra, Journalist der Tageszeitung Blueprint, behauptete, dass Shekarau in seiner Amtszeit als Gouverneur Boko Haram mit monatlich zehn Millionen Naira (damals etwa 63.000 US-Dollar) unterstützt zu haben um den Bundesstaat vor Terroranschlägen zu schützen. Shekarau wies die Vorwürfe zurück.
Shekarau war Kandidat bei den Präsidentschaftswahlen 2011.